# Segarcea-Vale
Segarcea-Vale es una comuna ubicada en el distrito de Teleorman, Rumania.

## Superficie
Posee una superficie de 72,78 kilómetros cuadrados.

## Demografía
Hasta 2021 la población era de 2660 habitantes, con una densidad de población de 36,55 habitantes por kilómetro cuadrado.